# 莱奥波尔多-迪布良伊斯
莱奥波尔多-迪布良伊斯是巴西戈亚斯州的一个市镇。总面积495.015平方公里，总人口8054人，人口密度16.3人/平方公里。